# Port lotniczy Nadżaf
Port lotniczy Nadżaf (IATA: NJF, ICAO: ORNI) – międzynarodowy port lotniczy położony w Nadżafie, w południowym Iraku.

## Linie lotnicze i połączenia
- Iraqi Airways (Bagdad, Bejrut, Dubaj, Irbil, Meszhed, Teheran-Chomejni)
- SalamAir (Maskat [od 9 września 2018][1])